# Retinoblastomový protein

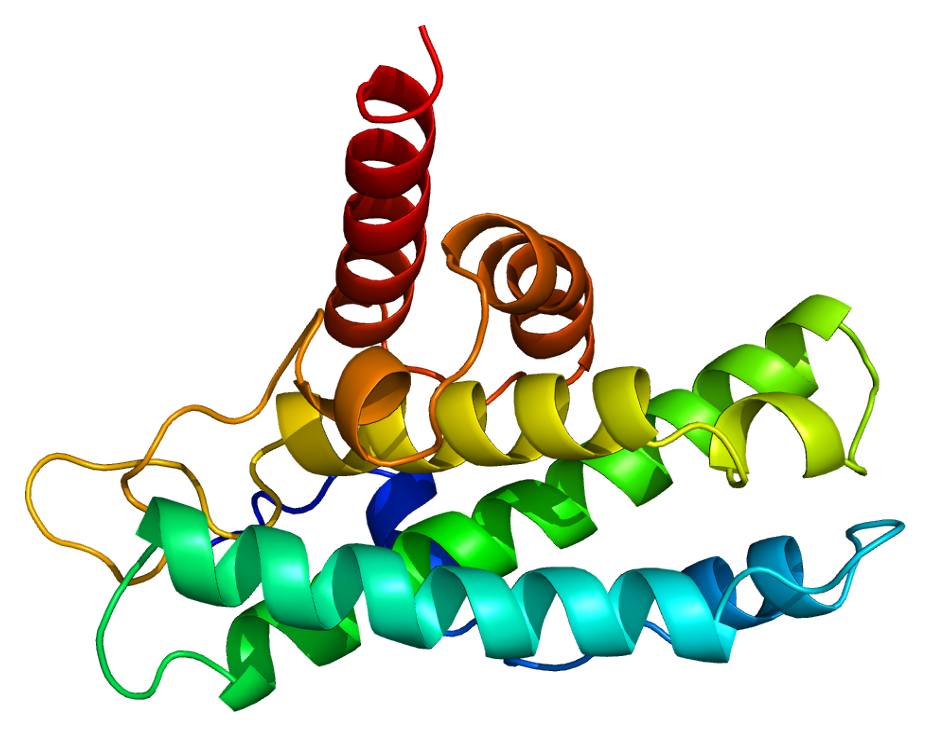
Retinoblastomový protein je složen z několika vzájemně podobných částí; zde je jedna z nich vyobrazena (subdoména A kapsové domény)

Retinoblastomový protein (pRb, RB1, RB1) je DNA-vazebný protein přítomný v jádře savčích buněk, který hraje významnou roli v regulaci transkripčních faktorů. Díky této roli je schopen tlumit buněčné dělení a tedy i rakovinné bujení – patří mezi nejznámější tumor supresorové geny.

## Stavba

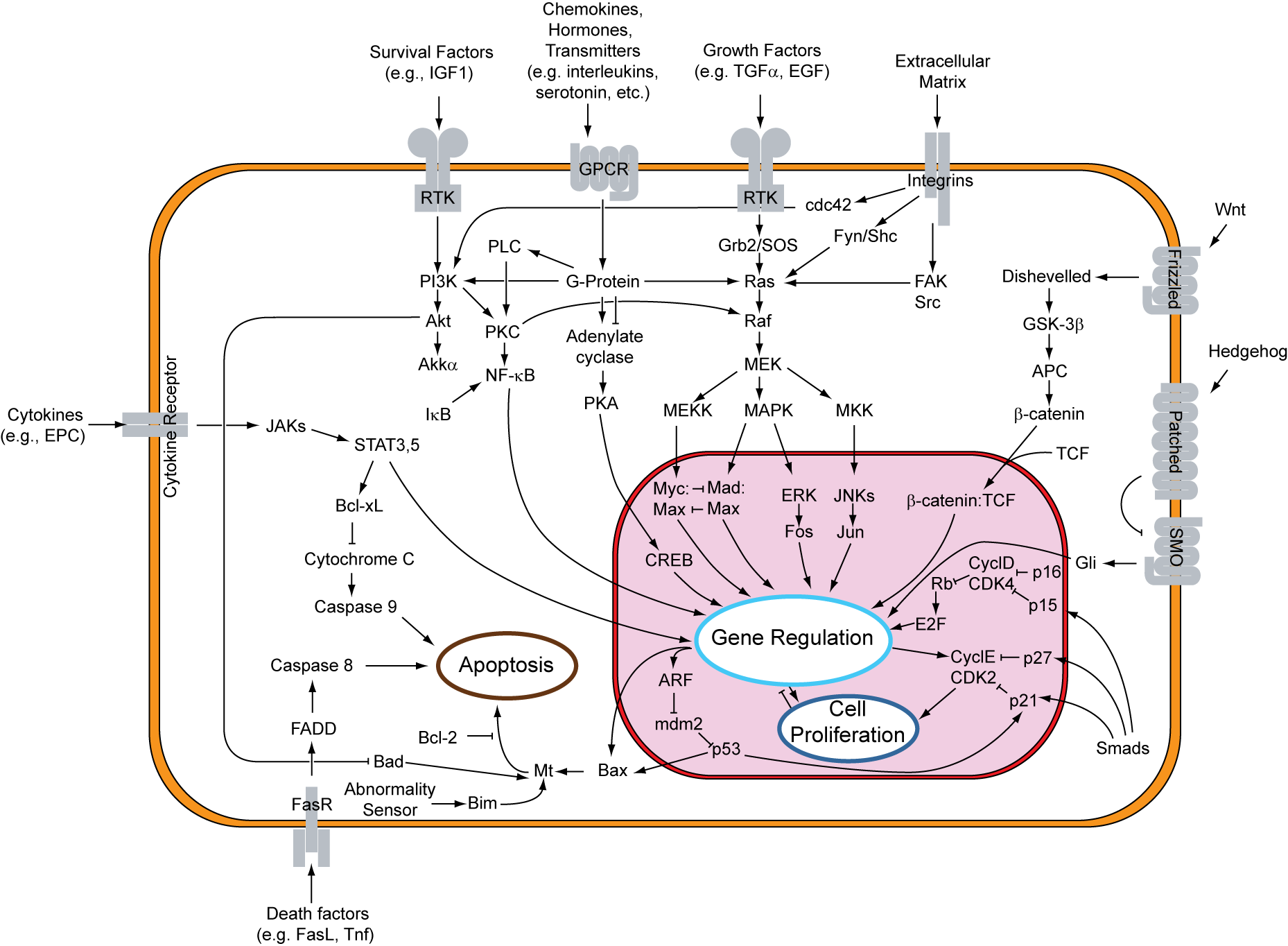
Buněčná signalizace: důležitou složkou je i protein Rb (v jádře)

Rb protein je složen z 928 aminokyselin a má molekulovou hmotnost 110 kDa. Skládá se ze tří domén, centrální doména se označuje jako kapsa a skládá se ze dvou subdomén připomínajících cyklinový „box“. Velmi podobný motiv je, opět ve dvou kopiích, v RBN oblasti na N-konci. C-koncová část nemá pevnou strukturu a je tedy jedinou rozsáhlejší částí proteinu Rb, která se nepodílí na jeho modulárním uspořádání.

## Funkce
Geny z rodiny Rb (do níž mimo Rb patří ještě geny p107 a p130) hrají roli v širokém spektru buněčných dějů, ale nejlépe jsou známy jako regulátory buněčného cyklu savců. V G1 fázi se totiž vážou na E2F jaderné transkripční faktory a s pomocí jistých chromatin modelujících proteinů zastavují transkripci mnohých cílových genů. Tento účinek zjednodušeně brání buňkám, aby se nekontrolovaně množily. Signál k buněčnému dělení dávají cyklin-dependentní kinázy (CDKs), které v pravou chvíli vyvazují Rb a ten se díky mnohočetné fosforylaci stává neaktivním. Dochází k transkripci např. cyklinů typu E a A, které směřují buňku z G1 do S fáze. K opětovné aktivaci Rb dochází (defosforylací určitými fosfatázami) až během následující mitózy.

## Poruchy

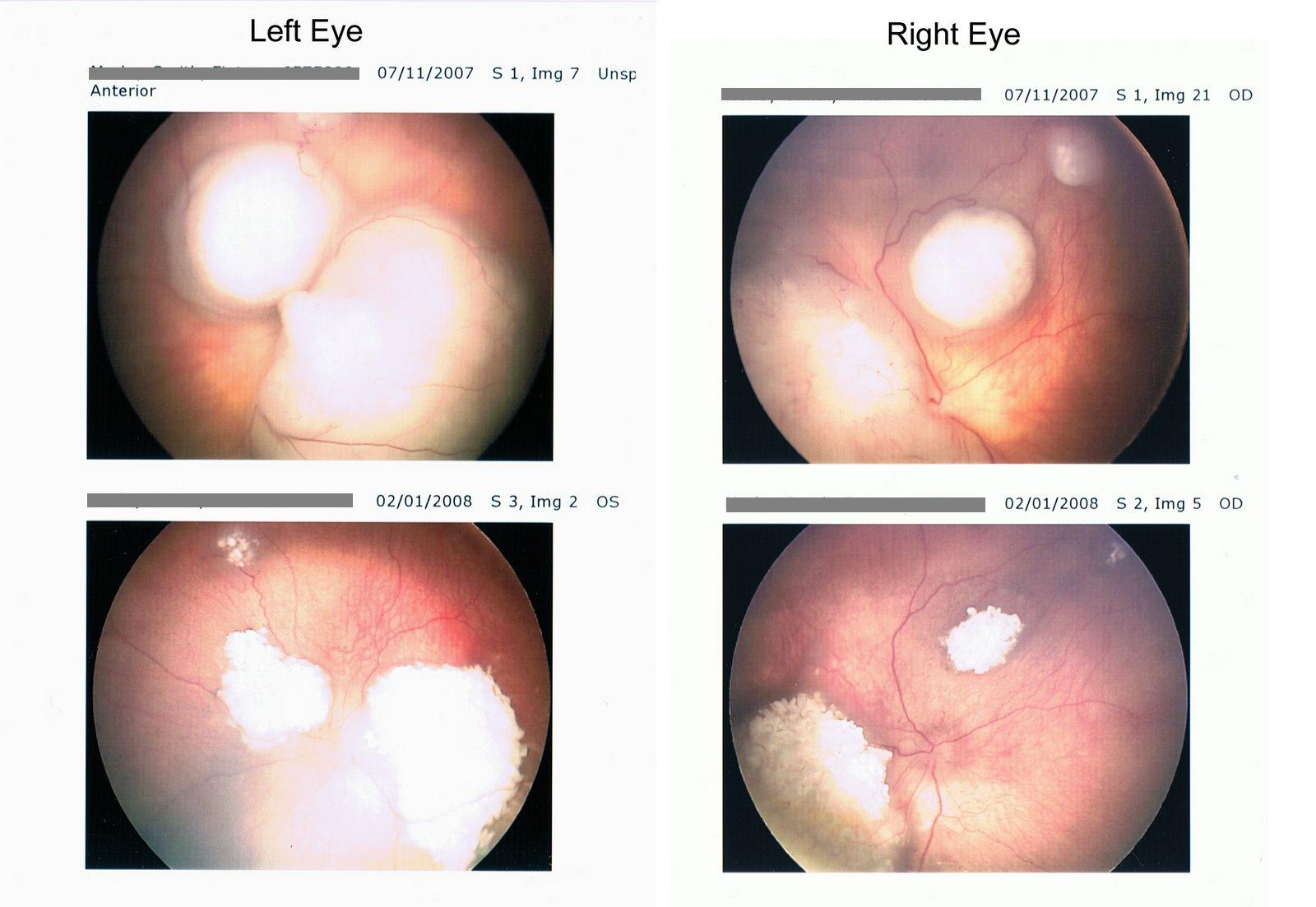
Oftalmoskopické fotografie oka s retinoblastomem

Mutantní gen RB je příčinou tzv. retinoblastomu, zhoubného nádoru oka. Může být dědičné i nedědičné povahy a postihuje osoby často již v dětském věku. Mutace RB v čípcích vede k uvolnění některých transkripčních faktorů, buňky snadno opouští G1 fázi buněčného cyklu a směřují do buněčného dělení. To v oku způsobuje nádorové bujení buněk sítnice a tedy vznik nádoru.
Mutace v genu RB však mohou u některých jedinců (včetně osob s vyléčeným retinoblastomem oka) vést i k jiným nádorům. U jedinců s mutantním RB genem byly zaznamenány kostní nádory nebo rakovina močového měchýře, ale také rakovina prsu, plic či prostaty, stejně jako akutní myeloidní leukemie. Záleží zejména na tom, v jaké části těla k mutaci RB došlo.